# GLRX
GLRX‏ (Glutaredoxin) هوَ بروتين يُشَفر بواسطة جين GLRX في الإنسان.

## التفاعلات
لقد ثبت أن GLRX يتفاعل مع بروتين داء ويلسون ومع ATP7A.